# Monumento a la Carreta
El Monumento a la Carreta es una obra de arte histórica ubicada en la ciudad de Montevideo, Uruguay. 
Fue esculpido por José Belloni e inaugurado el 14 de octubre de 1934 en el Parque José Batlle y Ordónez en su emplazamiento actual sobre la Av. Dr. Lorenzo Mérola.Construido en bronce sobre un basamento de granito rosado, tiene 22 metros de longitud y pesa 150 toneladas.
Consta de una carreta, tres yuntas de bueyes tirando de ella y dos bueyes en la parte posterior. Delante de estos últimos, a la derecha del vehículo, un gaucho a caballo empuña la picana. El conjunto, en la parte alta de un declive cubierto de césped, domina un estanque en el que crece la "paja brava".
La obra está inspirada en los gauchos, en la vida rural y en el antiguo transporte de carga previo a la llegada del automóvil y el ferrocarril.

## Historia
José Belloni obtuvo el Premio a la Producción Artística del Ministerio de Instrucción Pública en el año 1919 por esta creación artística. En 1928 el gobierno uruguayo adquirió este conjunto escultórico y decidió fundirlo en bronce.
Pero no existía en el país ninguna fundición con capacidad suficiente para la tarea. Por lo que se resolvió hacerlo, con la dirección de José Belloni, en la “Fondería Artística Ferdinando Marinelli”, de la ciudad de Florencia, en La Toscana (Italia), una de las cunas mundiales del arte, durante 1930. 

Instalación del monumento en 1934

José Belloni viaja a Italia en 1929 con su familia (esposa e hijo) con la maqueta a 1/3 de La Carreta, le insume un año llevarla a tamaño monumental y fundirla en los talleres florentinos de Marinell. Para sustentar sus gastos el Cónsul uruguayo en Italia le ofrece hacer una exposición, expone 4 obras en bronce, en la que irrumpe el “Duce” Benito Mussolini, Primer Ministro del Reino de Italia con poderes dictatoriales desde 1922, y compra varias de las obras expuestas.

Inauguración del monumento a La Carreta en el Parque José Batlle y Ordoñez, 1934

Informado de las bondades de la obra, el Duce ordenó que se postergarse el embarque del conjunto artístico hacia Uruguay. Citó a Belloni, para negociar que le vendiera la obra por lo que estaba dispuesto a pagar lo que pidiera, aún ofreciéndole encargarle otros trabajos. El dictador quería que la obra se estableciera en Italia, pues era y es una magnífica obra. El artista José Belloni no quería ni tampoco podía hacer nada al respecto, pues ya la había vendido al Estado Uruguayo. Lo único que logró el dictador Mussolini fue que la obra se exhibiera durante 30 días en el Palacio de las Exposiciones de Florencia. Finalmente se resolvió el traslado a Montevideo gracias a la mediación del Cónsul uruguayo en Italia, G.A. Fraschetti Ruiz y la obra pudo inaugurarse el 14 de octubre de 1934.
Fue declarada Monumento Histórico Nacional, por Resolución del Poder Ejecutivo Nro.1170/76, publicada el 15 de setiembre de 1976, a propuesta de la Comisión del Patrimonio Histórico, Artístico y Cultural de la Nación.

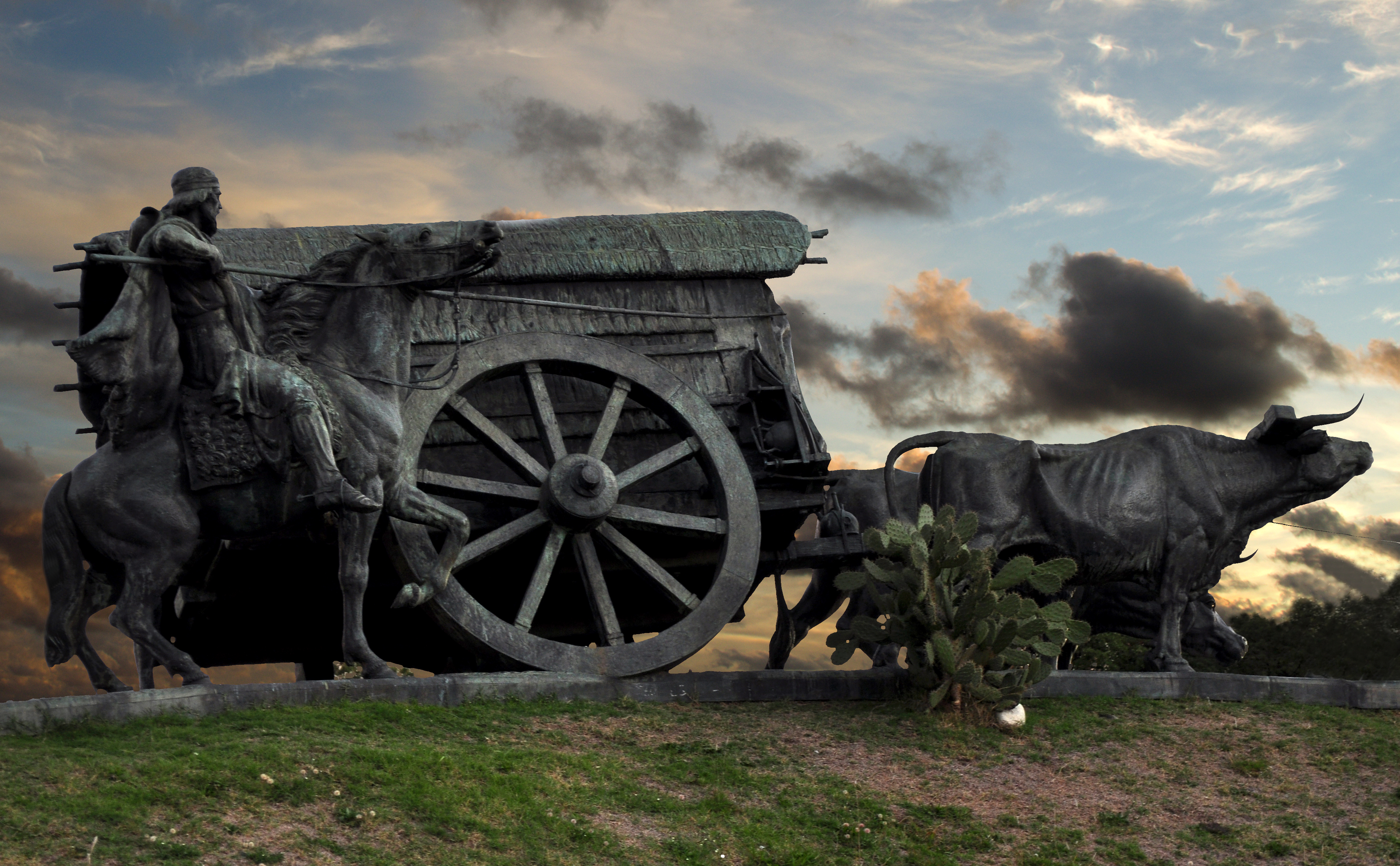
La Carreta en 2011 luego de su re-inauguración

En el año 2011, fue re inaugurada, luego de un proceso de recuperación a instancias de la familia Belloni y la Intendencia de Montevideo. Se dispuso de fondos para reparar el monumento. Luego de lamentables acciones vandálicas con finalidades de robo de bronce, por maldad o por desconocimiento del cuidado de la obra, la misma fue recuperada a su estado original por los artistas José Alberto Belloni (nieto de José Belloni), Yanet Chango Bruzzone, ambos escultores, los hermanos Fernández, ambos moldeadores y el fundidor Miguel Laborde.